# Velké Maďarsko

Rakousko-Uhersko

Velké Maďarsko (maďarsky Nagy-Magyarország) je termín pro obnovení Maďarska ve velikosti před rozdělením Trianonskou smlouvou nebo pro připojení území s maďarskou většinou obyvatel opět k Maďarsku.

## Trianonská smlouva
V roce 1920 bylo Maďarsko nuceno podepsat Trianonskou smlouvu, která ustanovila nové hranice této země a zmenšila její velikost o 72%. Přestože většina obyvatel těchto odejmutých území nebyli etničtí Maďaři, jejich velká menšina čítající skoro 3 miliony lidí zůstala mimo hranice post-Trianonského Maďarska. Slovensko se odtrhlo a sjednotilo s Českými zeměmi. Rumunsko získalo většinu Banátu a celé Sedmihradsko. Rakousku připadl západ Maďarska. Jugoslávii připadlo Chorvatsko, Slovinsko a část Banátu. Idea Velkého Maďarska byla před druhou světovou válkou oficiální politikou státu Maďarska.[zdroj?]

## Současnost
V roce 2002 byla v Maďarsku založena radikálně ultra-pravicová strana Jobbik, která má ve svém politickém programu myšlenku vytvoření Velkého Maďarska.

## Dějiny Maďarska

### Stručné dějiny Maďarska od příchodu Maďarů do Evropy po vytvoření Rakouska-Uherska
Maďaři přišli do Evropy pod vedením Arpáda jako kočovný kmen z východu.[kdy?] Podnikali výbojné nájezdy po celé Evropě, načež se stali obávaným živlem. Po porážce v bitvě na Lechu v roce 955 německým císařem Otou I. Velikým se však usadili v Panonské pánvi a zanechali kočovného života. V roce 1000 maďarský panovník Štěpán přijal křesťanství a byl korunován králem. Po prohře s Turky v bitvě u Moháče v roce 1526 bylo Maďarsko rozděleno na 3 části. Jih připadl Osmanské říši, západní část a severní část získali Habsburkové a na východě se vytvořilo Sedmihradsko, vazalský stát Osmanské říše. Do roku 1718 se pod habsburskou monarchii vrátily všechny části Maďarska ztracené v roce 1526. V roce 1867 došlo k tzv. Rakousko-uherskému vyrovnání a Uhry dosáhly úplné vnitřní autonomie. V této době došlo na území Maďarska k velkému kulturnímu a ekonomickému rozkvětu. Maďaři představovali v Uhrách kulturního hegemona (Němci však měli výsadní postavení) a vykonávali tvrdý proces maďarizace zbylého obyvatelstva, tedy Slováků, Chorvatů, Rumunů a dalších menšinových skupin.

### První světová válka
Po rozpadu Rakouska-Uherska vzniklo v Evropě mnoho nových států a jejich hranice byly mimo jiné tvořeny na základě etnického rozpoložení. Etnické skupiny však nebyly rovnoměrně rozloženy. Největší maďarská menšina vznikla v Rumunsku, převážně v Sikulsku.
| Region               | Maďaři | Němci  | Rumuni | Srbové | Chorvati | Ukrajinci (Rusíni) | Slováci | Poznámky                   |
| -------------------- | ------ | ------ | ------ | ------ | -------- | ------------------ | ------- | -------------------------- |
| Transylvánie         | 31,7 % | 10,5 % | 54,0 % | 0,9 %  |          |                    | 0,6 %   | Většina Maďarů v Sikulsku. |
| Vojvodina            | 28,1 % | 21,4 % |        | 33,8 % | 6,0 %    | 0,9 %              | 3,7 %   |                            |
| Podkarpatská Rus     | 30,6 % | 10,6 % |        |        |          | 54,5 %             | 1,0 %   |                            |
| Slovensko            | 30,2 % | 6,8 %  |        |        |          | 3,5 %              | 57,9 %  | .                          |
| Burgenland           | 9,0 %  | 74,4 % |        |        | 15 %     |                    |         |                            |
| Chorvatsko/Slovinsko | 4 %    | 5 %    |        | 25 %   | 63 %     |                    |         |                            |

### Období mezi dvěma světovými válkami
Jednou ze smluv Versaillského systému, která byla odsouhlasena po ukončení první světové války, byla Trianonská smlouva, která připravila Maďarsko o téměř 200 000 km2. Maďarsko tak přišlo o 2 třetiny svého území a o polovinu obyvatel. Většina Maďarů považuje tuto smlouvu za velikou zradu a nespravedlnost.[zdroj?] Myšlenky, že Maďarsko má nárok na Karpatskou pánev se začaly šířit ještě před první světovou válkou díky katolickému knězi Jánosovi Karácsonyimu. Právě on jako první začal zdůrazňovat ve svých esejích to, že Maďaři mají výsadní právo na teritorium Velkého Maďarska, protože to byli právě oni, kdo získal v 9. století území Karpatské pánve, která v té době nepatřila nikomu. Tato představa dovedla mnohé k přesvědčení, že maďarská národnost má exkluzivní právo vlastnit všechna teritoria, které se rozprostírají od Karpat po Jaderské moře.
V 30. letech 20. století dochází k zásadní změně v mezinárodní politice a svět se dělí na dva bloky. Vzestup Mussoliniho a Hitlera a jejich politiky znamenal možnost zrealizovat maďarský revizionizmus. Dne 2. listopadu v roce 1938 došlo k vídeňské arbitráži, díky které Maďarsko získalo zpět 1/3 území a 5 milionů obyvatel, o které přišlo kvůli Trianonské smlouvě. V roce 1939 maďarské jednotky pochodovaly k ukrajinským Karpatům, kde opětovně získaly zhruba 12 000 km² a 700 000 obyvatel. 

### Maďarsko za druhé světové války
Během druhé světové války, Maďarsko vystupovalo jako spojenec Německa od roku 1940. Po Trianonské smlouvě sílily jejich teritoriální nároky na území sousedních států. Doufali, že díky spojenectví s Německem se jim teritoria, o které přišli znovu vrátí. Od roku 1940 Maďaři získali díky druhé vídeňské arbitráži polovinu Sedmihradska od Rumunska. Maďarsko pomáhalo při invazi do Jugoslávie v roce 1941 a okupovalo tamější území, kde byla maďarská populace a následně si připojilo část území nazývaného Vojvodina. Porážku utrpěla maďarská armáda v roce 1941 u Stalingradu. Následně poslala své jednotky na východní frontu. V roce 1944 došlo k okupaci Maďarska Německem, protože Hitler se bál, že se Maďarsko chystá podepsat separátní mír. Po příjezdu Rudé armády v Maďarsku vypukly nepokoje.

## Idea Velkého Maďarska v současné době

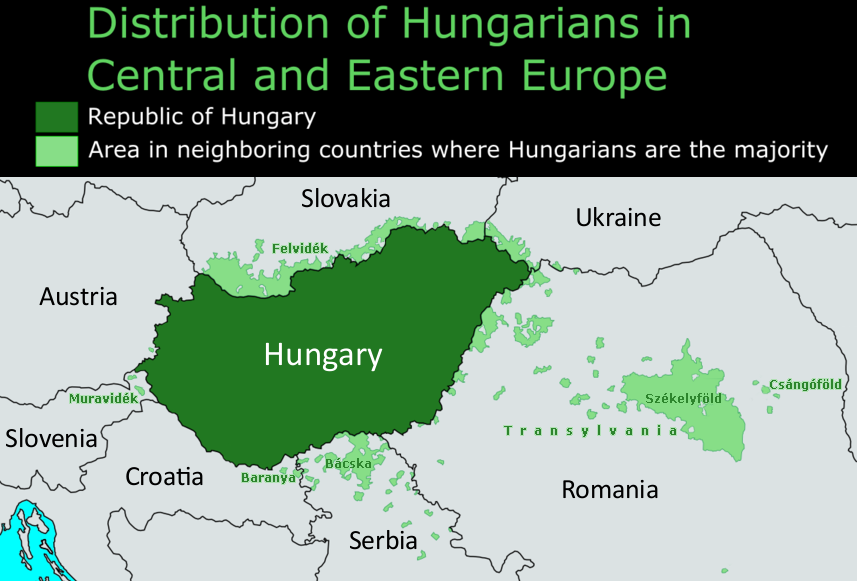
Oblasti s maďarskou většinou.

### Současné Maďarsko
Současné Maďarsko se vnímá jako oběť historie, která je pro Maďary velice traumatická a stále přítomna. A právě následky historie ovlivňují dnešní politickou a kulturní situaci v Maďarsku. V maďarském vnímání je ukotven takzvaný „Trianonský syndrom“, který je způsoben důsledky Trianonské smlouvy, ze které se Maďaři dodnes nemohou vzpamatovat. Vnímají to tak, že kvůli této smlouvě ztratili část sebe v každém jednom nástupnickém státě, který vznikl po rozdělení Rakouska-Uherska. Viktor Orbán, maďarský premiér od roku 2010, směřuje pozornost obyvatel na to, jak byli Maďaři v minulosti pronásledováni. Zdůrazňuje důležitou roli Maďarska jako křesťanské síly, která chránila Evropu před vpády muslimů. Sebe přirovnává k rytíři, který chrání pevnost. Jednou z prvních věcí, kterou Orbán udělal poté, co byl jmenován do funkce, bylo vyhlášení 4. června za Národní den sjednocení. Tento den měl navždy připomínat hrůzy Trianonu.

### Slovensko
Oficiálně 580 000 Maďarů žije na Slovensku, k tomu další necelý milión má maďarské předky. Maďarská menšina žijící na Slovensku tvoří zhruba 10 % z celkové populace 5 410 728 obyvatel. Vztahy mezi těmito dvěma národnostmi jsou napjaté již od Trianonské smlouvy, která odebrala Maďarsku velkou část území bývalého Rakouska-Uherska. A jelikož si Maďarsko stále nárokuje tato území, o která přišlo, vznikají napětí a spory mezi Slovenskem a Maďarskem. Vztahy se vyostřily v roce 2010, kdy Maďarsko schválilo zákon, na jehož základě všichni příslušníci Maďarského státu, žijící mimo jeho hranic mají právo na získání maďarského pasu. Na to Slovensko apelovalo s tím, že Maďarům, kteří jsou držiteli duálních pasů, bude odebráno slovenské občanství.

### Rumunsko
V Rumunsku žije 1 227 623 Maďarů, kteří tvoří největší menšinu žijící na tomto území. Požadují více autonomie při řešení svých etnických záležitostí. Strana, která je reprezentuje, se jmenuje Demokratický svaz Maďarů v Rumunsku (Romániai Magyar Demokrata Szövetség, Uniunea Democrată Maghiară din România). Rumunská vláda se staví kriticky k maďarské touze po revizionismu. Svědčí o tom i kritika maďarského premiéra Viktora Orbána ze strany Rumunska. To kritizuje Orbána za to, že na sociálních sítí zveřejnil symboly Velkého Maďarska. Orbán také vyhlásil, že Maďarsko podporuje autonomii pro oblast v Rumunsku, která je obydlena maďarskou menšinou.

### Vojvodina (Srbsko)
Vojvodina (maďarsky Vajdaság) je autonomní provincie na severu Srbska. Před rokem 1918 byla součástí Rakousko-Uherska. Po roce 1918 připadla k Jugoslávii. V současné době tvoří Maďaři 14 % z celkové populace a tím i druhou největší etnickou skupinu (okolo 340 000 obyvatel). Podíl maďarského obyvatelstva vlivem asimilace i vystěhovalectví do relativně bohatšího Maďarska postupně od roku 1918 v poměru k srbské většině klesá. Maďarské osídlení se nachází v kompaktní podobě především na severu regionu, v blízkosti u hranic s Maďarskem, a dále na severovýchodě.
Region Vojvodiny je často maďarskými iredentisty označován pojmem Újvidék (Nová zem).
Z politického hlediska lze Vojvodině nalézt dva proudy, které podporují autonomii Maďarů. Prvním proudem jsou místní elity, které se skládají z různých etnických skupin. Již mnoho let se snaží obnovit autonomii tohoto regionu. Úspěch tohoto proudu se projevil tím, že v roce 2002 srbská vláda rozšířila míru autonomie provincie. Druhý proud představují etničtí Maďaři v této provincii. Maďarské politické strany navrhly, aby etničtí Maďaři měli vlastní teritoriální vládu, která by rozhodovala o jejich záležitostech. Taková vláda by fungovala jako další autonomní jednotka v rámci Autonomní oblasti Vojvodina.

### Ukrajina

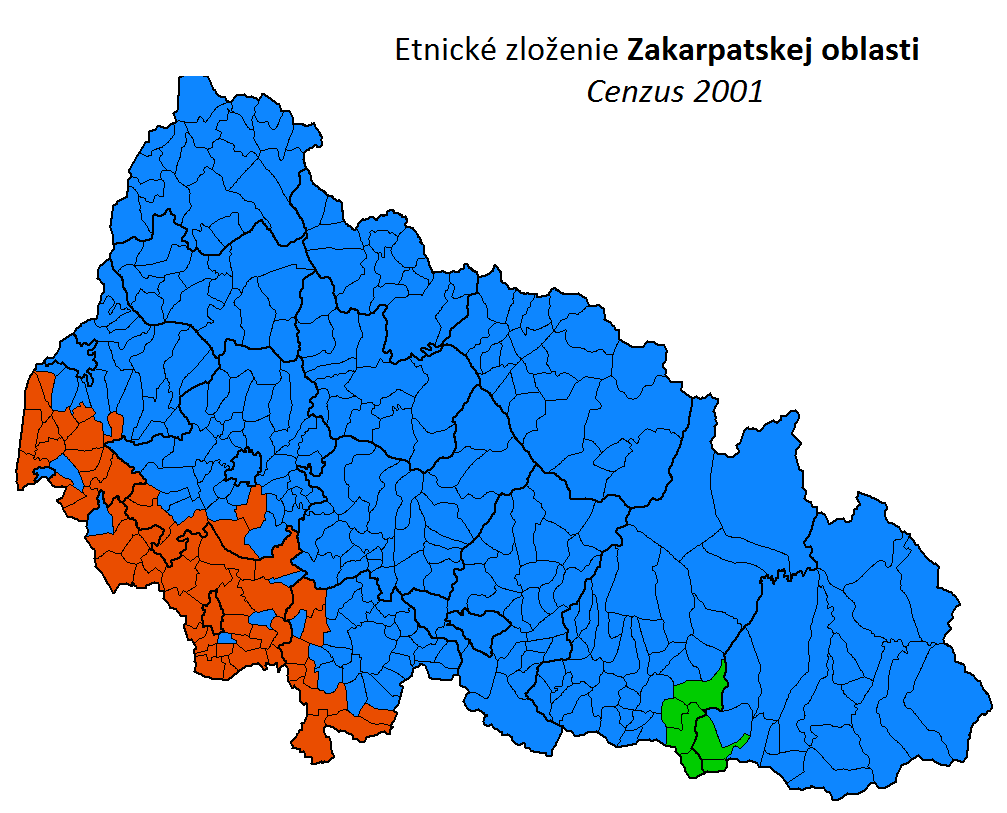
Etnická mapa Zakarpatské oblasti roku 2001 dle sčítání lidu.
Ukrajinci (většina)
Maďaři (většina)
Rumuni (většina)

Na Ukrajině žije 156 600 etnických Maďarů (z toho 90 000 romského původu). Viktor Orbán, maďarský premiér, se již několikrát vyjádřil pro autonomii Maďarů, kteří žijí na Ukrajině v Zakarpatském regionu, kterou Ukrajina logicky odmítá. Na Ukrajině působí Laszlo Brenzovics, který byl vedoucím ultra pravicové Maďarské kulturní Zakarpatské asociace (Magyar Kulturális Egyesület Kárpátaljai) a členem ukrajinského parlamentu. Reprezentoval tam stranu ukrajinského prezidenta Petra Porošenka. Právě v László Brenzovicsovi našel Orbán něco jako svého spojence. Brenzovics však není tak radikální jako Jobbik, maďarská ultra pravicová strana, která chce využít krize na Ukrajině a začala v roce 2013, tlačit na vyřešení situace Zakarpatských Maďarů. Jeiné město, kde se soustřeďuje maďarská kultura a je používána maďarština je již jen převážně Berehovo a okolí, které leží při hranicích. Nachází se zde mnoho monumentů s maďarským původem. Názvy ulic jsou psány dvojjazyčně, tedy ukrajinsky i maďarsky. Na úřadě se může používat i maďarština. Přesto však údajně dlouhodobě dochází k diskriminaci maďarské menšiny, což zatěžuje vztahy těchto dvou zemí (dle Orbána). Od roku 2018 má docházet ke zlepšení situace prostřednictvím mezinárodních jednání. V roce 2019 bylo z Ukrajinské strany zmíněno, že ukrajinská menšina v Maďarsku je údajně utlačována a nejsou zavedeny ukrajinské školy. Maďarsky mluvící ukrajinští romové často nacházejí sociální azyl v Maďarsku (na ukrajině by museli pracovat).